# Asamblea Nacional de Namibia
La Asamblea Nacional es la cámara baja del Parlamento bicameral de Namibia. Tiene un total de 104 miembros. 96 miembros son elegidos directamente a través de un sistema de representación proporcional por listas por un periodo de cinco años. Ocho miembros adicionales son nombrados por el Presidente.
La legislatura actual se formó tras las elecciones del 27 de noviembre de 2024. A partir de 2025, Saara Kuugongelwa, miembro de SWAPO, es el  ortavoz blea Nacional. La SWAPO además ostenta la mayoría absoluta de escaños en la Asamblea.